# Malavillers
Malavillers település Franciaországban, Meurthe-et-Moselle megyében. Lakosainak száma 125 fő (2022. január 1.). Malavillers Anderny, Audun-le-Roman, Mont-Bonvillers, Mercy-le-Haut és Murville községekkel határos.

## Népesség
A település népességének változása:
| Lakosok száma | 140  | 106  | 112  | 145  | 142  | 140  | 133  | 129  | 129  | 125  |
|               | 1968 | 1982 | 1990 | 2006 | 2013 | 2015 | 2017 | 2019 | 2020 | 2022 |